# Marco Donadel
Marco Donadel (Conegliano, 21 april 1983) is een Italiaanse voetballer die bij voorkeur als middenvelder peelt. Hij trad in december 2014 in dienst bij Montreal Impact, dat hem transfervrij inlijfde. Voordien speelde hij voor onder meer AC Milan, Parma, Sampdoria, Fiorentina en SSC Napoli.
Donadel speelde in de periode 2004-2006 voor de U-21 van Italië, waarmee hij het Europees kampioenschap voetbal onder 21 won. Hij speelde 31 wedstrijden voor de U-21, waarin hij een keer kon scoren. Donadel nam met het Italiaans olympisch voetbalelftal deel aan de Olympische Spelen van 2004 in Athene. Daar won de ploeg onder leiding van bondscoach Claudio Gentile de bronzen medaille door in de troostfinale Irak  met 1-0 te verslaan.

## Carrière
- AC Milan (jeugd)
- 2000-2005: AC Milan
  - 2000-2002: AC Milan
  - 2002-2003: Lecce (op huurbasis)
  - 2003-2004: Parma (op huurbasis)
  - 2004-2005: Sampdoria (op huurbasis)
  - 2002-2011: AC Fiorentina
  - 2011-2014 : SSC Napoli
- 2014 : Montreal Impact

| Logo van de Olympische Spelen | Goud | Zilver | Brons | Logo van de Olympische Spelen |
|                               | 0    | 0      | 1     |                               |

1 Amelia ·
2 Chiellini ·
3 Moretti ·
4 Ferrari ·
5 Bonera ·
6 De Rossi ·
7 Pinzi ·
8 Palombo ·
9 Gilardino ·
10 Pirlo ·
11 Sculli ·
12 Gasbarroni ·
13 Barzagli ·
14 Bovo ·
15 Donadel ·
16 Del Nero ·
17 Mesto ·
18 Pelizolli ·
Coach: Gentile